# Església fortificada de Saschiz
L'església fortificada de Saschiz (en romanès: Biserica fortificată din Saschiz; en alemany: Kirchenburg von Keisd) és una església fortificada luterana de Saschiz (Keisd), comtat de Mureș, a la regió de Transsilvània de Romania. Va ser construït per la comunitat ètnica alemanya saxona de Transsilvània en un moment en què la zona pertanyia al Regne d'Hongria. Inicialment, l'església catòlica romana, es va convertir en luterana després de la Reforma. Juntament amb el poble dels voltants, l'església forma part dels pobles amb esglésies fortificades a Transsilvània, Patrimoni de la Humanitat per la UNESCO.

## Descripció

### Fons i església
La construcció d'una gran església fortificada del gòtic tardà va començar l'any 1493 al lloc d'una basílica romànica i l'estructura principal es va acabar el 1496. L'església estava dedicada a Sant Esteve d'Hongria. Sobreviuen alguns pagaments de les autoritats de Sibiu per la construcció de l'església; daten del 1494 al 1525. De 1503 a 1507, el poble va rebre una indulgència papal a petició d'un feligrès, i ja no estava obligat a esquarterar tropes ni enviar provisions a l'exèrcit del Regne d'Hongria.
La gran estructura, construïda amb pedra d'extracció, és una església tipus sala reforçada per 22 alts contraforts. La nau és molt ampla i llarga, mentre que el cor està tancat per tres vessants. Sobre el cor es va construir un nivell defensiu de maó, mentre que hi ha dos nivells per sobre del sostre de volta de la sagristia. A aquestes plantes s'accedeix a través de dues petites torres de maó a la part occidental de l'església. La part defensiva és una mica més ampla que la sala de sota. El sostre de la nau, també amb volta, va ser reconstruït l'any 1878. La decoració interior és principalment barroca , només el púlpit del cor, ricament decorat, és gòtic. A les parets exteriors sobreviuen fragments d'inscripció. Entre les característiques de l'església destaquen els dos portals d'arc als costats nord i sud, les finestres superiors amb els seus delicats detalls gòtics, l'altar barroc i les seves decoracions florals de fusta tallada i l'orgue de 1786.

### Fortificacions I reconeixement
El conjunt estava envoltat per una potent muralla de defensa, el perímetre de la qual avui està marcat per una tanca. L'única part que es conserva és la torre nord, que va ser equipada amb una agulla prominent l'any 1677, i es troba a 10 m de l'església. La seva coberta de pissarra multicolor es veu des de lluny; té dotze lucarnes (tres a un costat) i quatre torres a les cantonades. Un turó proper va ser el lloc d'una ciutadella del segle xiv per protegir els camperols, però només sobreviuen les ruïnes. Es trobava 2 km del centre del poble perquè la gent dels llocs propers també pogués refugiar-s'hi, i segons es diu, va ser un regal d'una dona sense fills que el va voler als residents. La llegenda diu que el turó està embruixat per un gegant protector amb un llaç que emet sons fantasmagòrics una nit a l'any. Aquesta distància és una de les raons per les quals posteriorment l'església es va fortificar, perquè els habitants tinguessin més fàcil accés a un refugi.
Els terratrèmols de 1977, 1986 i 1990 van danyar l'església i la torre, mentre que la proximitat immediata del lloc a la ruta europea E60 el deixa vulnerable. El 1999, Saschiz, juntament amb cinc llocs més, es va afegir al Biertan ja catalogat per formar els pobles amb esglésies fortificades a Transsilvània, Patrimoni de la Humanitat per la UNESCO. A més, l'església està catalogada com a monument històric pel Ministeri de Cultura i Afers Religiosos de Romania, amb la muralla i la torre com a entrada independent, així com les ruïnes de la ciutadella.

## Galeria d'imatges

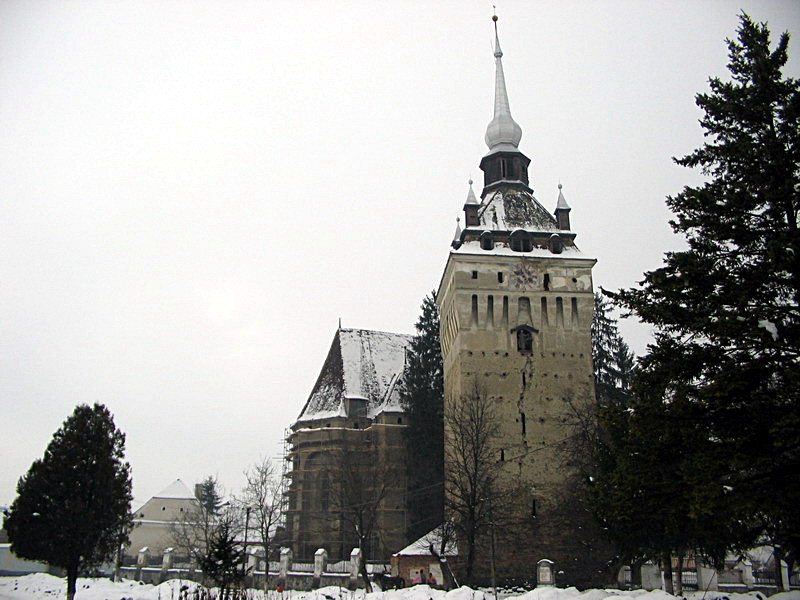
Vista d'hivern
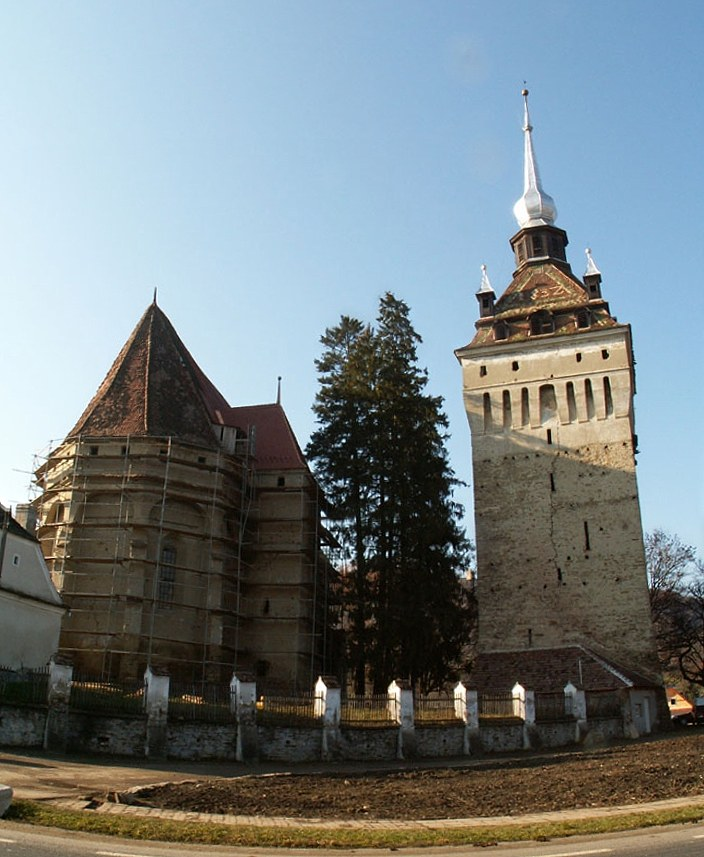
Vista que mostra la tanca
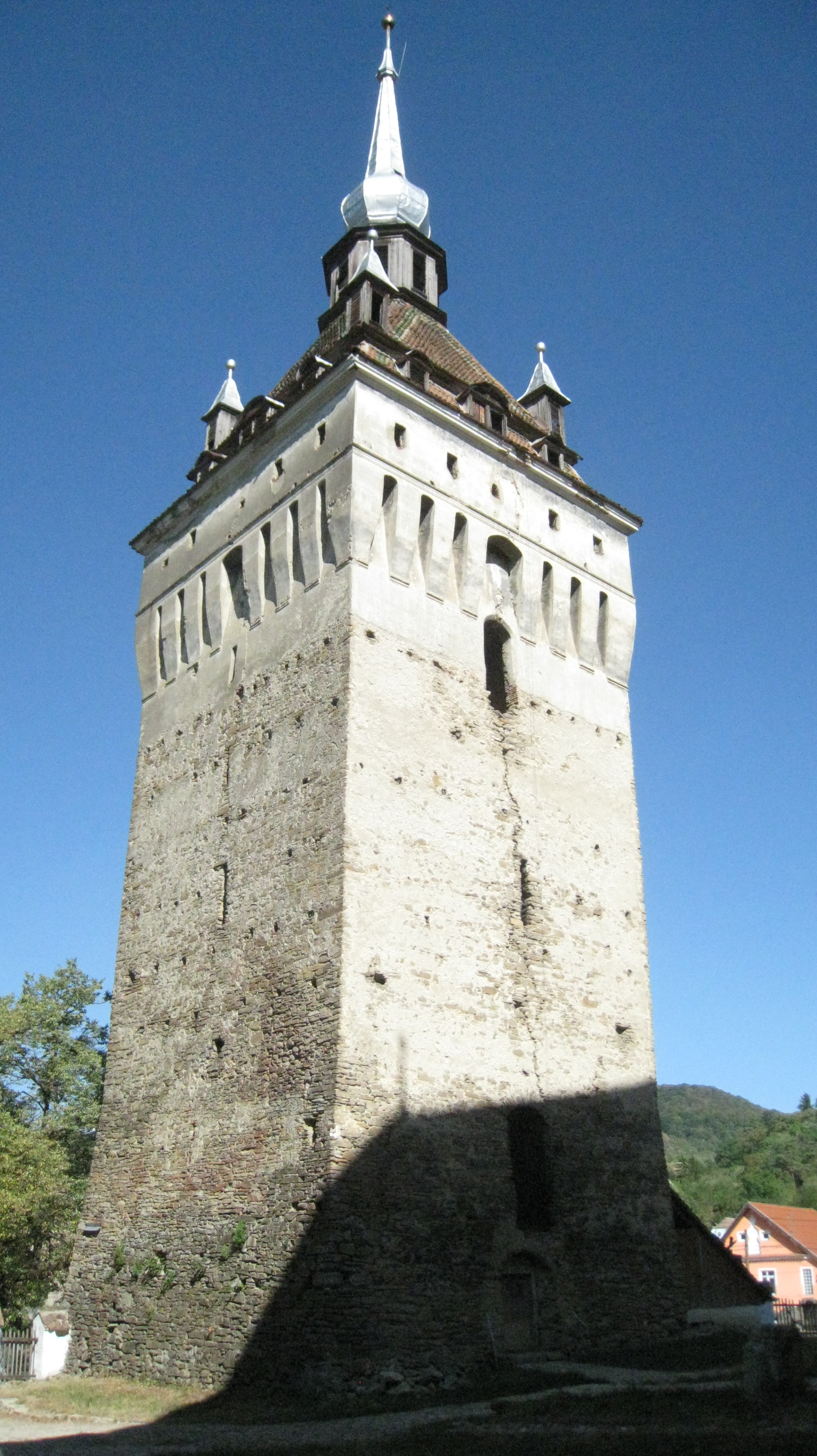
Torre
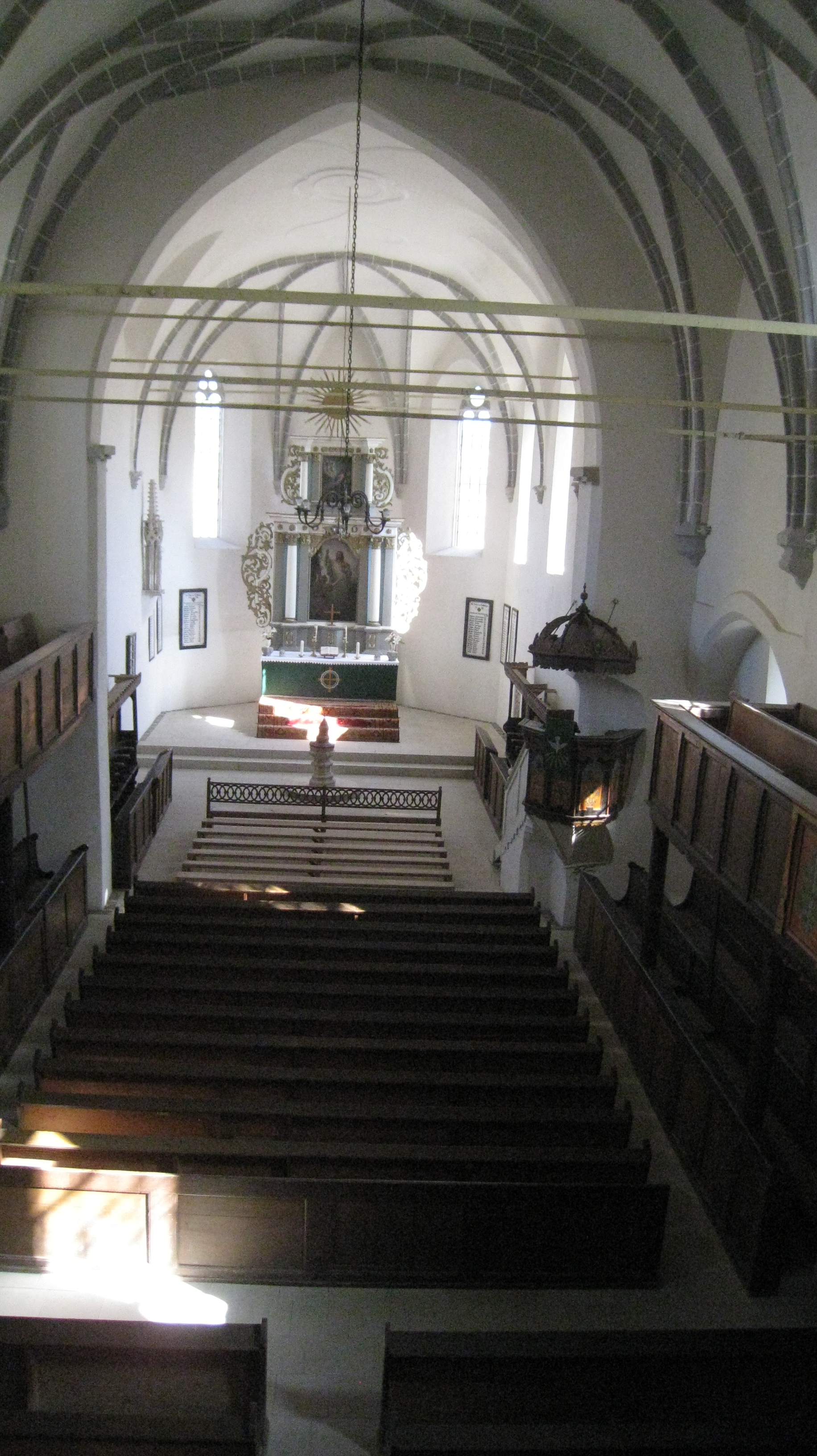
Interior de l'església
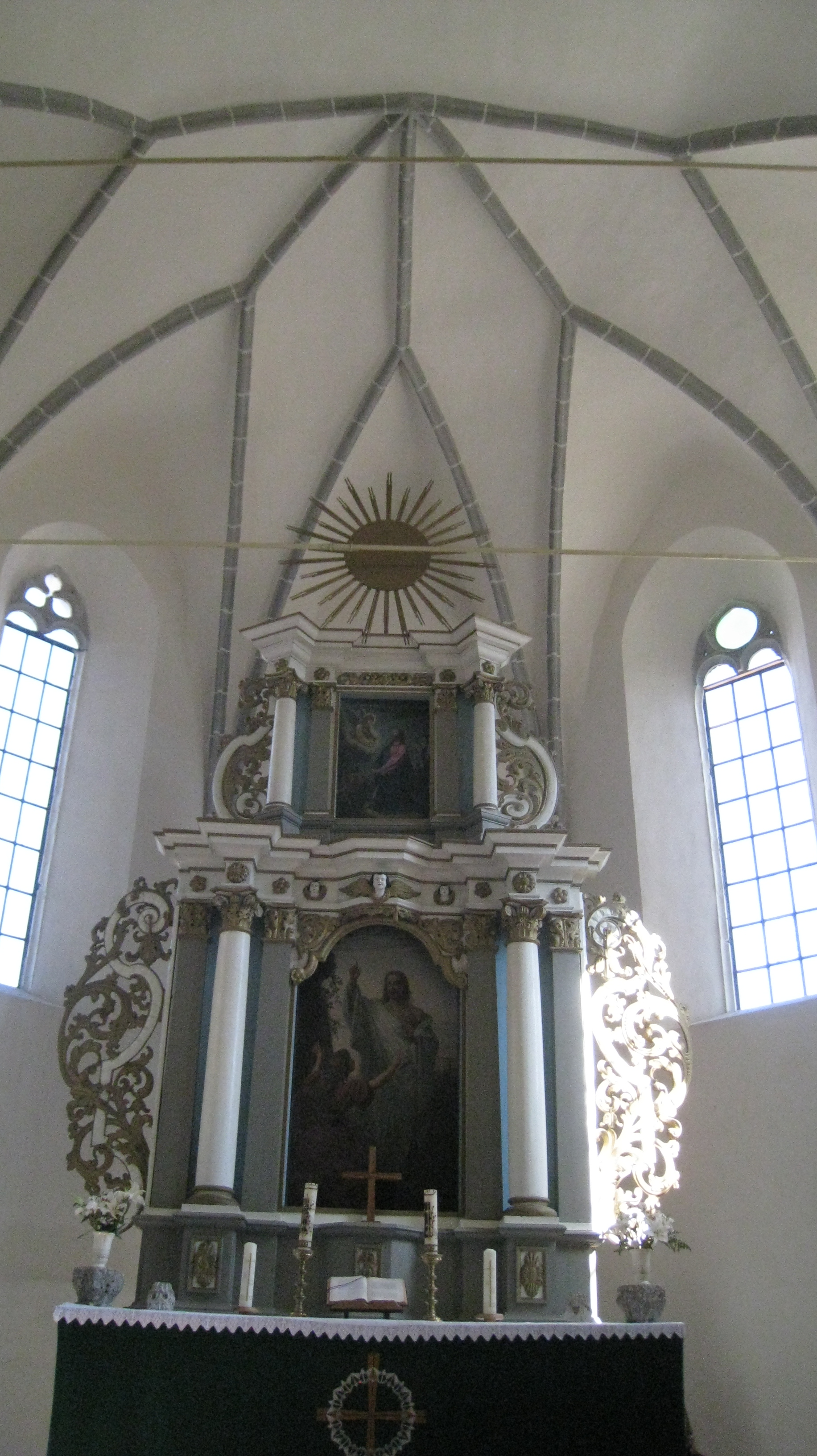
Altar
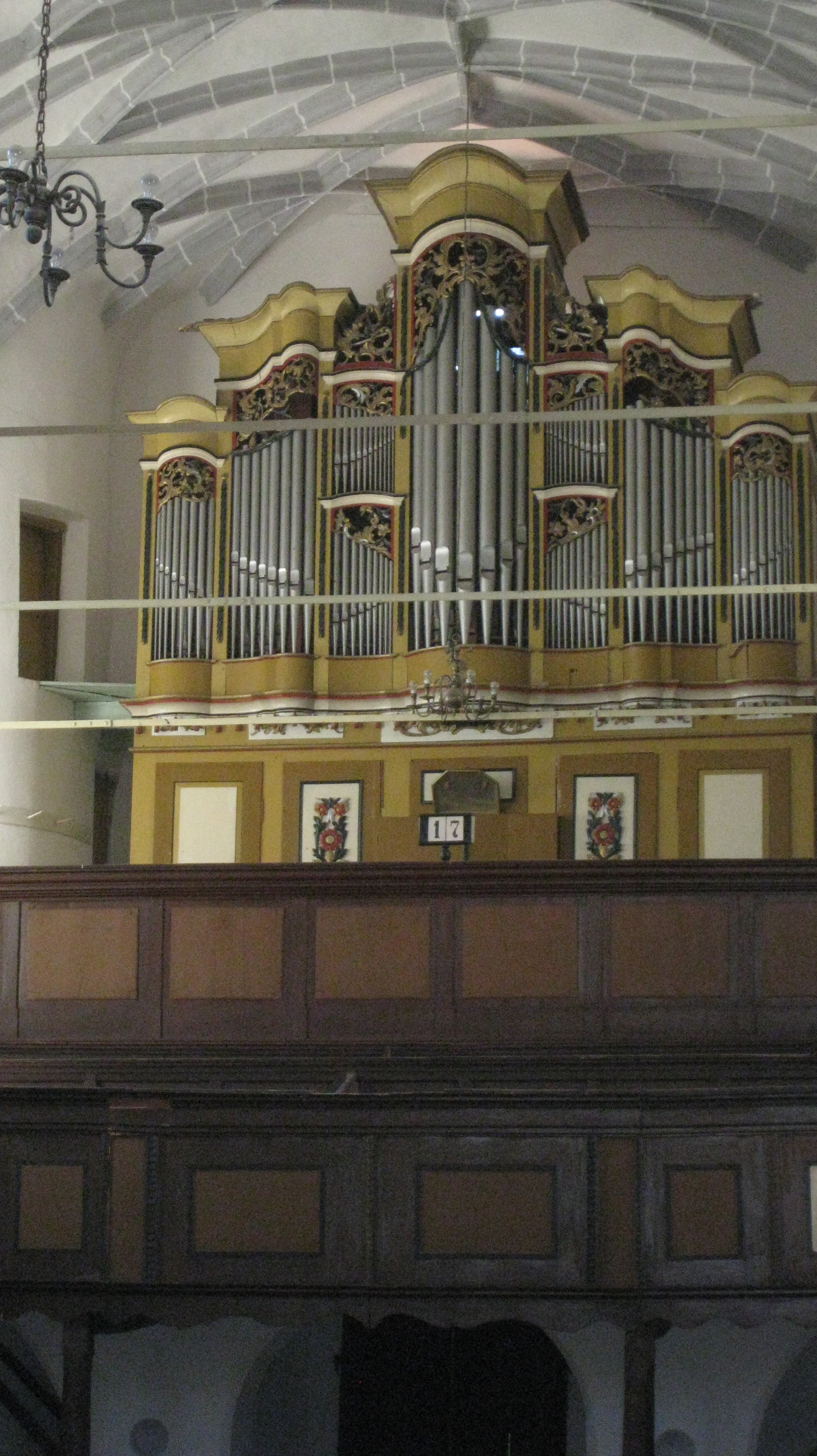
Òrgan
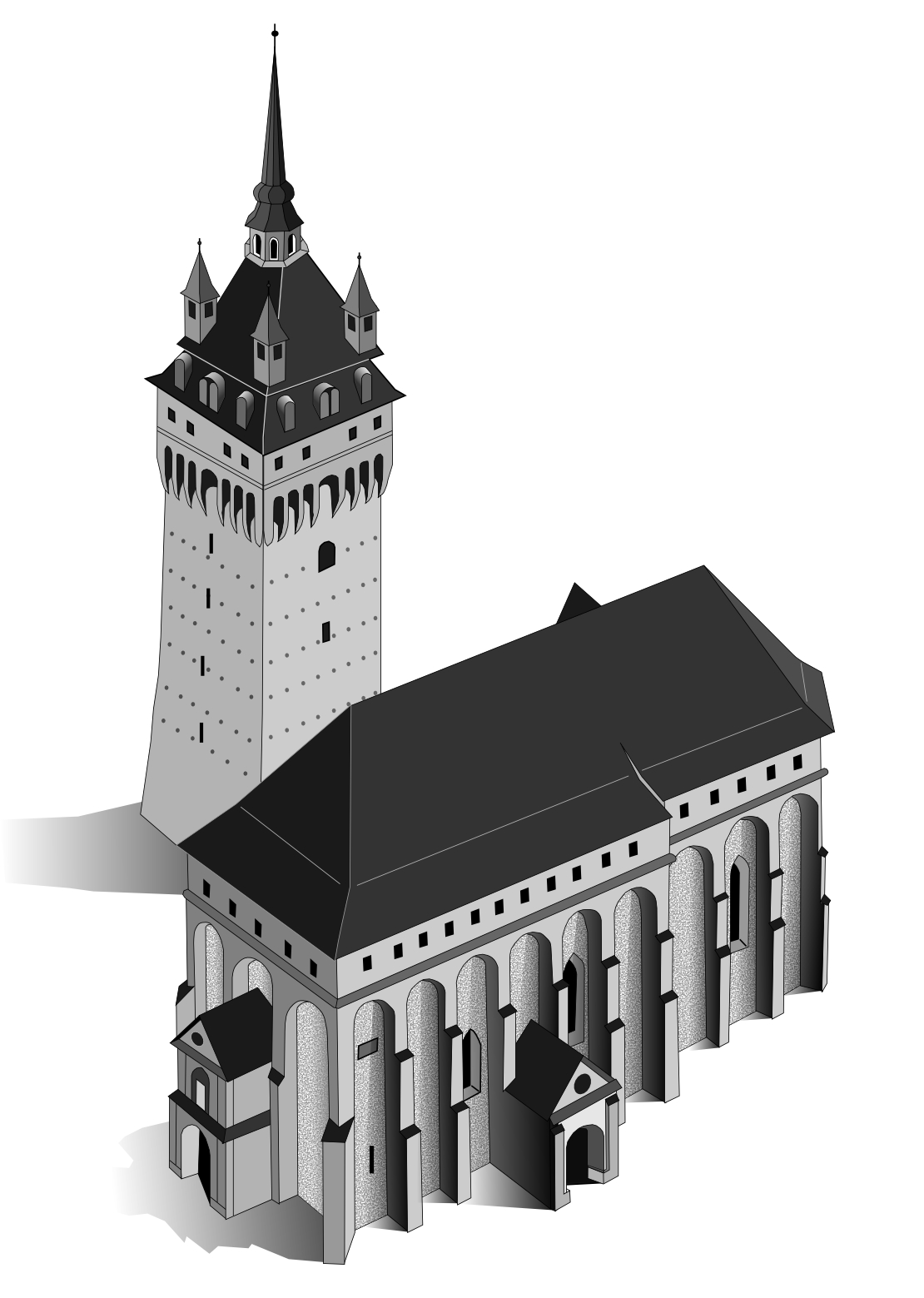
Pla
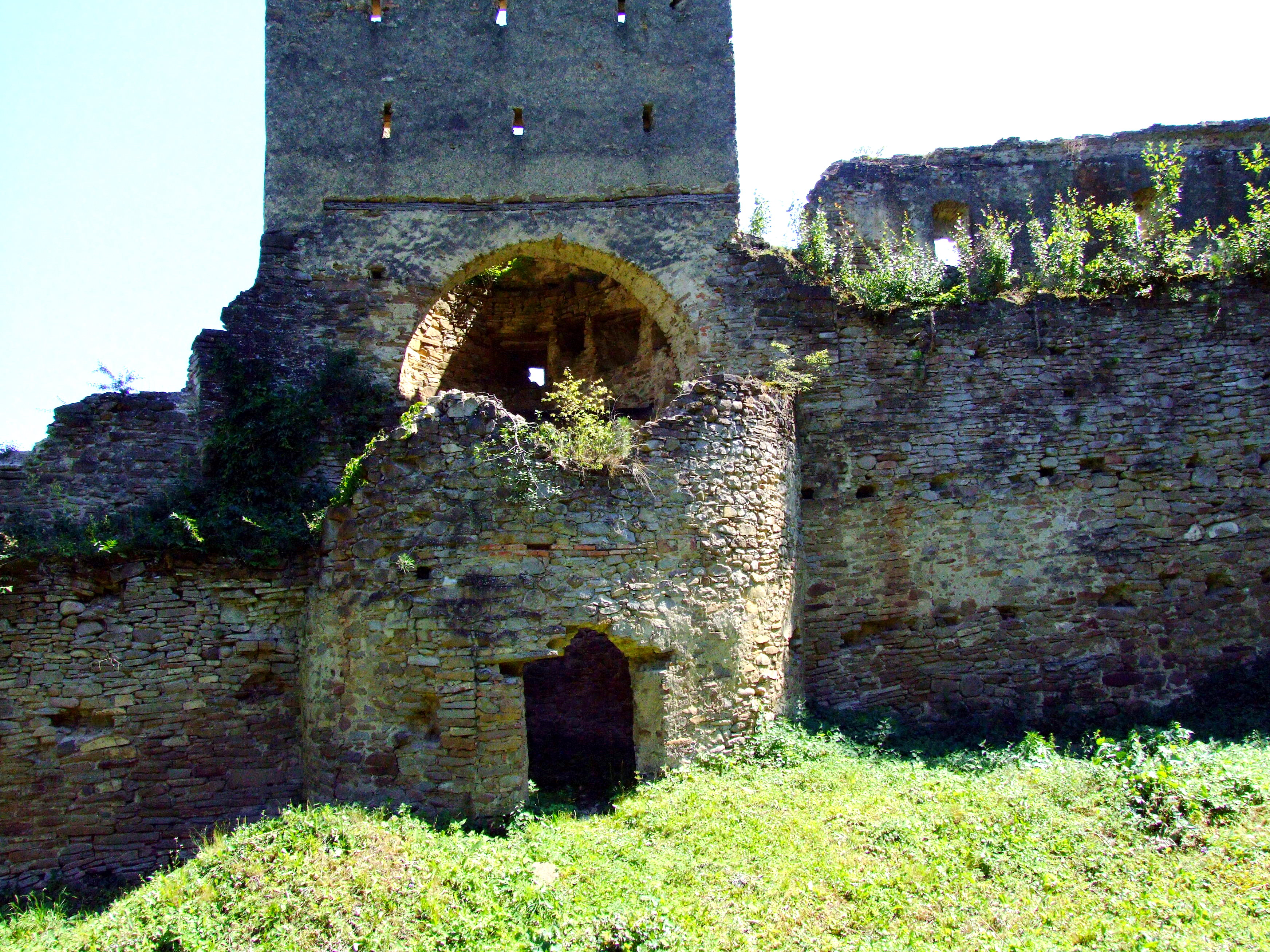
Ruïnes de la ciutadella